# Samhällsanalys
Samhällsanalys består av insamling och bearbetning av information som relaterar till förändringsprocesser på samhällsnivå.
Inom privata tjänsteföretag kan det till exempel handla om att analysera relevant befolkningsprognoser, stadsplanering och klimatförändringar. Där används begreppet samhällsanalys av stora aktörer som ägnar sig åt infrastruktur och samhällsplanering , men också av företag verksamma inom kommunikations- och påverkansarbete.  Inom offentlig förvaltning - till exempel regioner och kommuner - finns ofta avdelningar för samhällsanalys, vars uppdrag är att till exempel ta fram fakta och statistik, göra analyser, uppföljningar och utvärderingar. Inom universitetsvärlden används begreppett som ett paraplybegrepp för utbildningsprogram som syftar till att bidra med kunskap om olika samhällsfenomen, om människors livsvillkor och frågor som rör samhällens organisering. Utbildningsprogrammen återfinns på en rad olika lärosäten och innehåller olika ämneskombinationer där man kan få examen i exempelvis sociologi, statsvetenskap, ekonomisk historia, filosofi och kulturgeografi.